# TT181

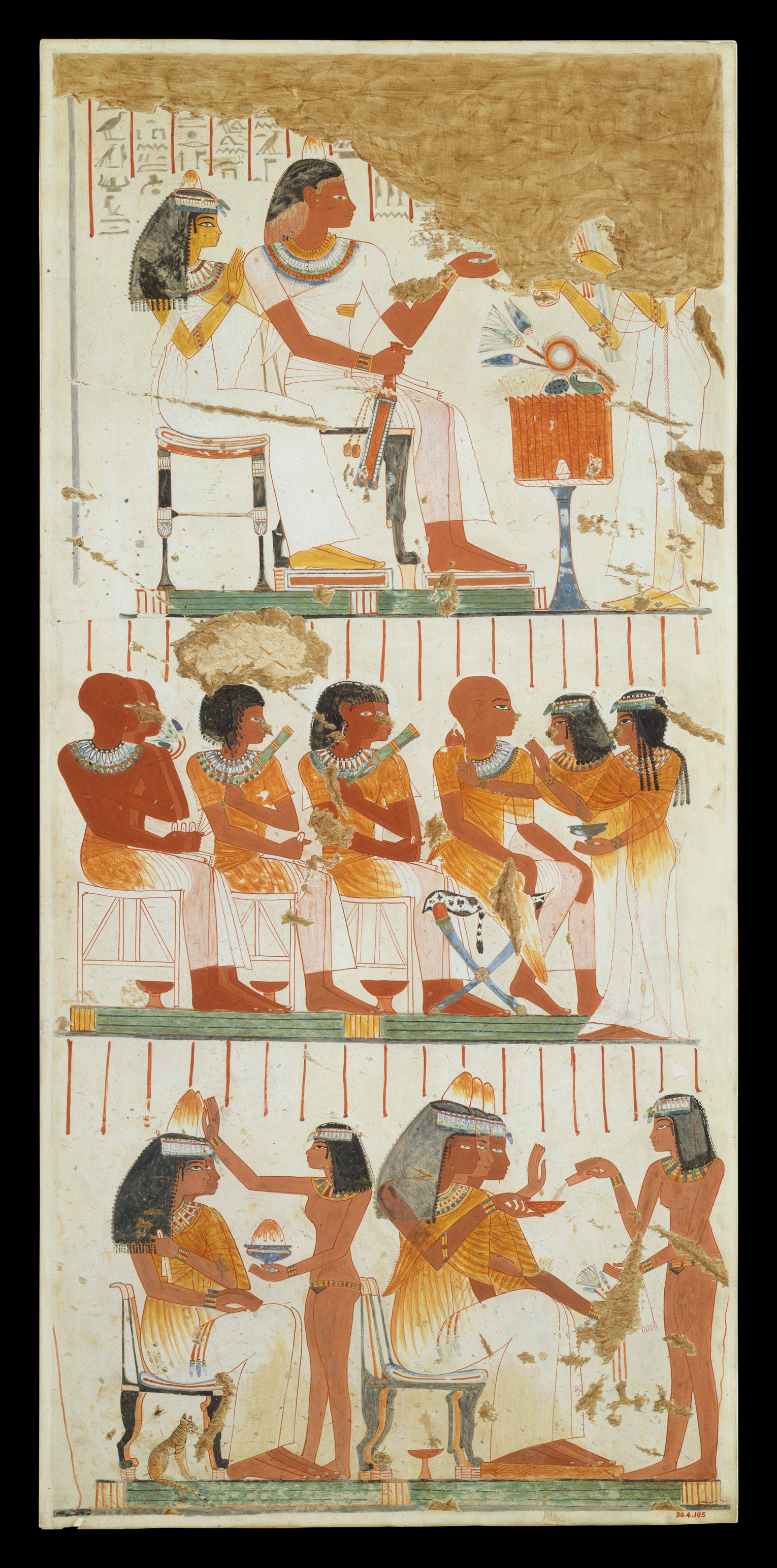
Invitados en un banquete, por Nina de Garis Davies.

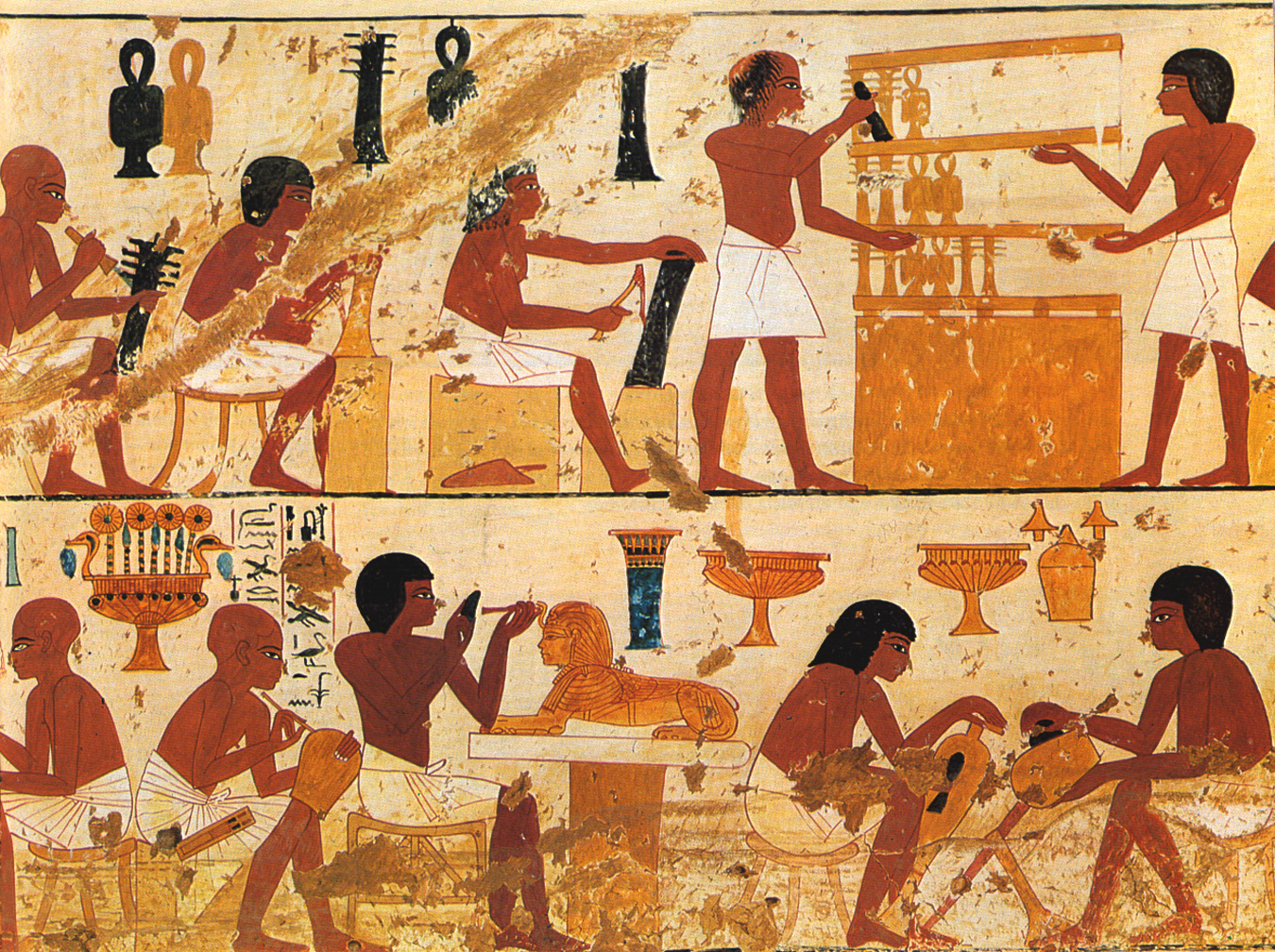
Orfebres trabajando con diez artesanos creando diferentes objetos valiosos. MET.

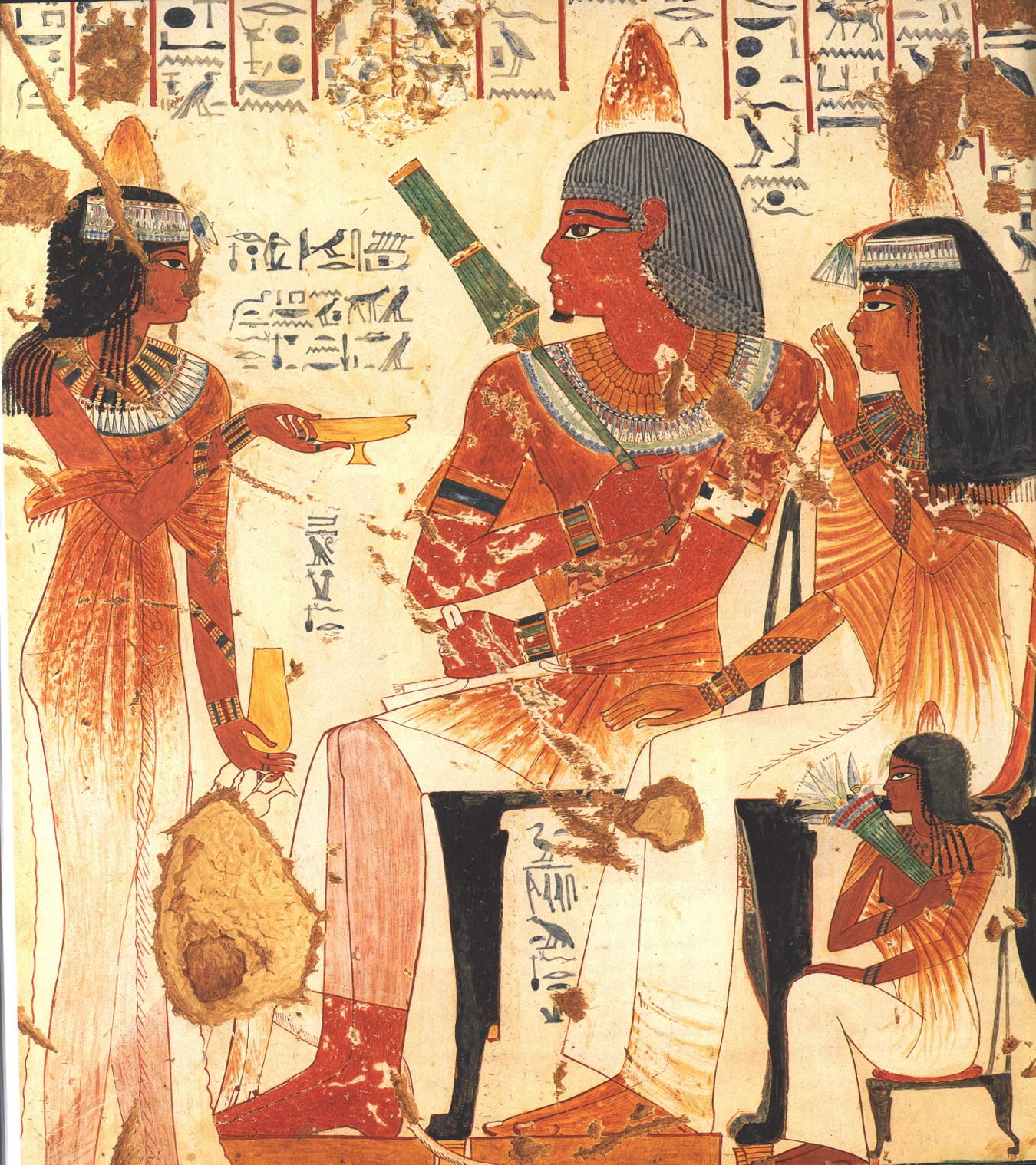
Representación del fallecido y su madre recibiendo vino en un recipiente. MET.

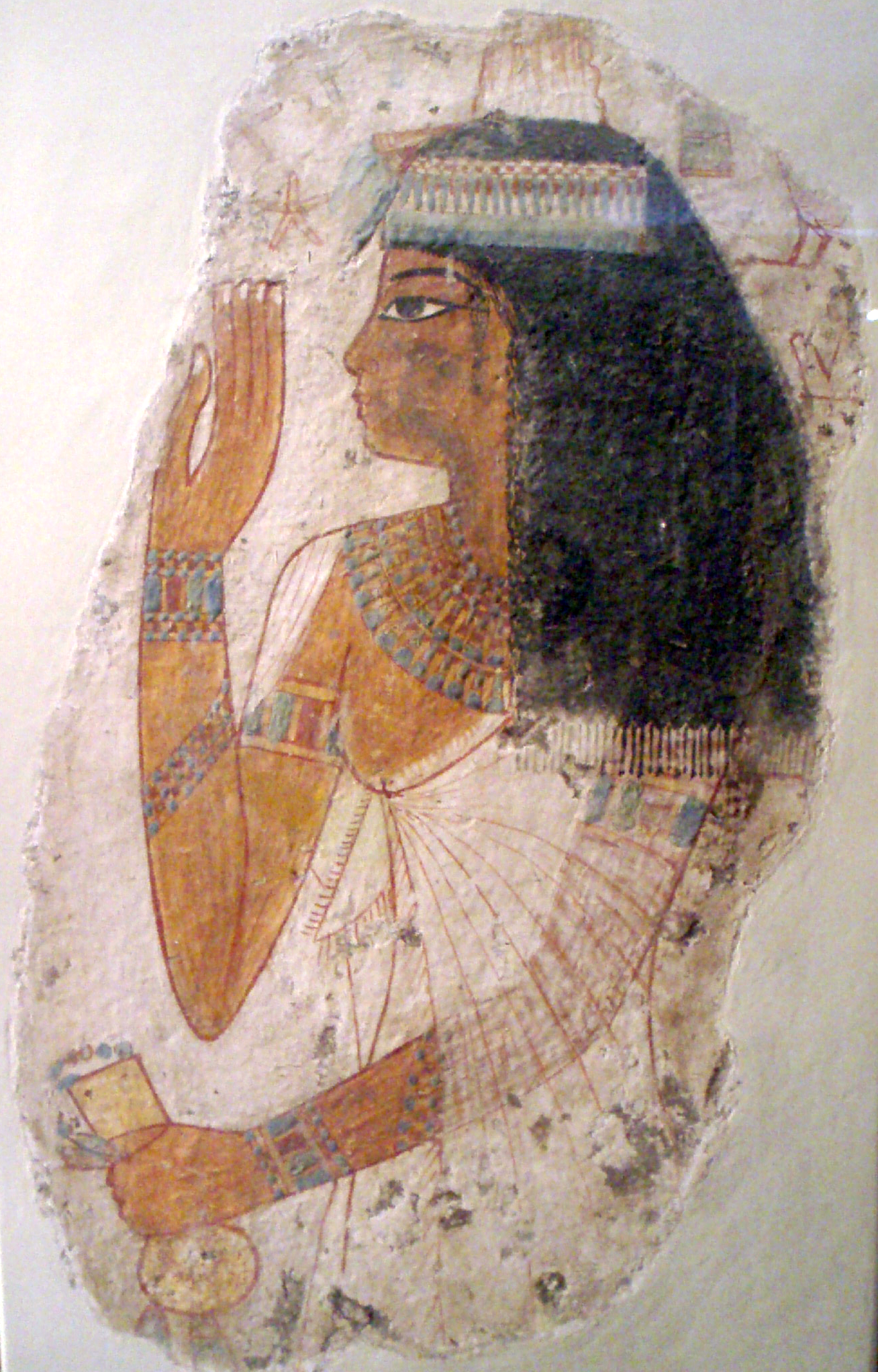
Retrato de la dama Tyepu (Brooklyn Museum).

La tumba tebana TT181 se encuentra en El-Joja, en la necrópolis tebana de la orilla occidental del Nilo, frente a Luxor, en Egipto. Es la tumba de dos artesanos y escultores, Nebamón e Ipuky (Nb-Jmn(.j), Ipw-kj), que datan de los reinados de Amenhotep III a Amenhotep IV. Fue aquí donde se descubrió el retrato de la dama Tyepu que se expone en el Museo de Brooklyn.
Aun siendo artesanos / escultores, consiguieron alcanzar puestos de responsabilidad que, aunque no llegaron a ser dignatarios, les permitieron excavar y decorar un complejo funerario común, tradicionalmente llamado como la 'tumba de los dos escultores'. En 1889, el padre Jean Vincent Scheil realizó unos bocetos de la decoración, que fueron suficiente para que Georges Legrain obtuviera láminas en color que fueron publicadas por Virey. También incitaron a Norman de Garis Davies a excavat de nuevo la tumba en 1910-1911. En su publicación, Davies no pudo dejar de criticar la forma en que se había dirigido la excavación anterior, se había perdido mucha información.
Aunque existen diferentes versiones, parece que Ipuky fue el marido de la dama Henutneferet, que es hermana de Nebamón. Nebamóon e Ipuky son los principales escultores de las mismas instituciones.

## Tumba
Enfrente de la tumba hay un pequeño patio casi cuadrado al que se accede por una rampa flanqueada por dos escaleras. Fue excavada en la ladera del cerro en una roca muy pobre. Planimétricamente presenta una 'T' invertida, como es propio de las tumbas de la época. Es una tumba muy pequeña, inacabada; tanto es así que las paredes no fueron alisadas y cada una tiene una inclinación diferente.

## Decoración de la tumba
La decoración de la tumba se detuvo bruscamente, dejándola inacabada, ya que fue el punto de unión entre los reinados de Amenhotep III y su hijo Akenatón (originalmente se nombraba como  Amenhotep IV), lo que provocó un parón forzoso, relacionado con el traslado de los artesanos lejos de Tebas, a las tumbas de Amarna.
La tumba es una de las más sometidas a pillaje por los saqueadores y, según el egiptólogo Arpag Mejitarian, se encuentra entre las que están "en un estado deplorable".
Como en otros monumentos funerarios en Tebas, las paredes están cubiertas con un revestimiento llamado muna, preparado mediante la mezcla de tierra aluvial del Nilo con paja picada. En algunos lugares simplemente están cubiertos con pintura blanca. En otros lugares, aparecen grandes líneas rojas junto a un bocetos en movimiento, como el de un músico tocando el laúd que nunca ha sido coloreado. Luego, capas de fondo, amarillas en una pared y blancas en el resto. Los pintores continuaron su trabajo aplicando colores en representaciones marcadas por detalles y efectos de drapeado particularmente realistas.
Las escenas entre los dos personajes se representan sin un orden particular, con una mitad de la pared para un personaje y la otra mitad para el otro. Se les representa uno al lado del otro, realizando gestos complementarios, ya sea en las escenas del banquete, del homenaje a los padres o de los ritos funerarios.
La mayoría de los objetos son contemporáneos de los propietarios de la tumba y reflejan los representados en sus pinturas.